# Асил, Шукрия
Шукрия Асил (араб. شكرية أصيل‎) — активистка за права афганских женщин. В 2009 году ей удалось отменить увольнение трёх багланских учительниц, которые были уволены Министерством образования из-за опубликованной о них негативной информации. С 2010 года она была одной из четырёх женщин-членов Совета провинции Баглан, а с 2012 года была главой Департамента культуры и информации провинции Баглан.
Асил также вмешалась в дело девушки, отвергнутой семьёй за групповое изнасилование. Ей удалось воссоединить семью, хотя губернатор провинции отговаривал её от вмешательства. Также она создавала группы для женщин для укрепления взаимодействия, добивалась открытия женских автошкол и расширения образовательных возможностей для молодых девушек.
Она сталкивалась с угрозами похищения и смерти за свою работу, и как минимум единожды ей пришлось сменить адрес.
В 2010 году она получила Международную женскую премию за отвагу.